# Dimbach (Pfalz)

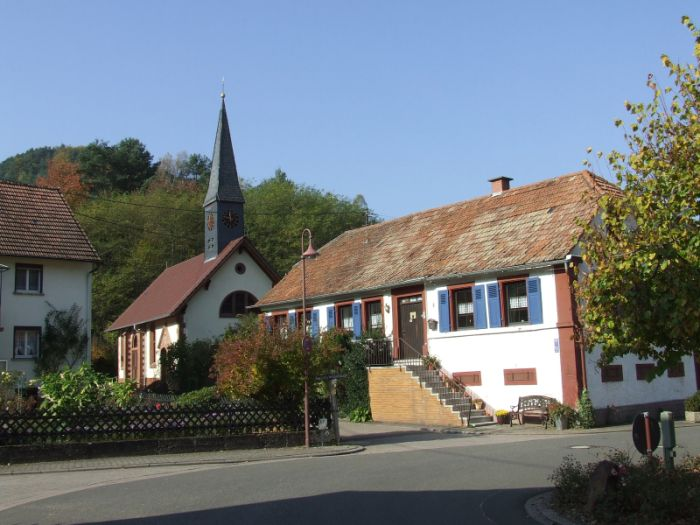
Ortsmitte von Dimbach

Dimbach ist eine Ortsgemeinde im Landkreis Südwestpfalz in Rheinland-Pfalz. Sie gehört der Verbandsgemeinde Hauenstein an, innerhalb derer sie gemessen an der Einwohnerzahl die kleinste Ortsgemeinde darstellt. Darüber hinaus ist sie die viertkleinste solche innerhalb des Landkreises Südwestpfalz.

## Geographie
Dimbach liegt im Wasgau, wie der Südteil des Pfälzerwaldes auch genannt wird, südlich von Lug. 74,2 % der Gemarkungsfläche sind bewaldet. Nachbargemeinden sind – im Uhrzeigersinn – Schwanheim, Gossersweiler-Stein und Darstein. An der Gemarkungsgrenze zu Gossersweiler-Stein und Schwanheim befindet sich der 418 Meter hohe Dimberg. Zudem ist der Ort Bestandteil des Klettergebiets Südpfalz.

## Geschichte
Die erste urkundliche Erwähnung erfolgte 1274 als Dynnebach und wurde als Liegenschaft zur Burg Lindelbrunn gerechnet. Diese Burg war im Besitz der Grafen von Leiningen. Letztere hatten wiederholt erhöhten Geldbedarf und verpachteten die Burg Lindelbrunn und die zugehörigen Liegenschaften. So kam es des Öfteren vor, dass die Bewohner von Dimbach zwei Herren hatten. Die Grafen von Leiningen und den oder die jeweiligen Pächter der Burg. Zeitweise mussten die Einwohner daher an beiden Herren Abgaben, den Zehnt, entrichten. Zuletzt gehörte der Ort bis Ende des 18. Jahrhunderts dem Fürsten von Leiningen-Dürkheim.
Von 1798 bis 1814, als die Pfalz Teil der Französischen Republik (bis 1804) und anschließend Teil des Napoleonischen Kaiserreichs war, war Dimbach in den Kanton Annweiler eingegliedert und unterstand der Mairie Oberschlettenbach. 1815 hatte der Ort insgesamt 170 Einwohner. 1815 wurde der Ort Österreich zugeschlagen. Bereits ein Jahr später wechselte Dimbach in das Königreich Bayern. Von 1818 bis 1862 war der Ort Bestandteil des Landkommissariat Bergzabern, das anschließend in ein Bezirksamt umgewandelt wurde.
1928 hatte Dimbach 156 Einwohner, die in 42 Wohngebäuden lebten. 1939 wurde der Ort in den Landkreis Bergzabern eingegliedert. Nach dem Zweiten Weltkrieg wurde Dimbach innerhalb der französischen Besatzungszone Teil des damals neu gebildeten Landes Rheinland-Pfalz. Im Zuge der ersten rheinland-pfälzischen Verwaltungsreform wechselte der Ort 1969 in den Landkreis Pirmasens (ab 1997 Landkreis Südwestpfalz). Drei Jahre später wurde er in die neu geschaffene Verbandsgemeinde Hauenstein eingegliedert.

## Politik

### Gemeinderat
Der Gemeinderat in Dimbach besteht aus sechs Ratsmitgliedern, die bei der Kommunalwahl am 9. Juni 2024 in einer Mehrheitswahl gewählt wurden, und dem ehrenamtlichen Ortsbürgermeister als Vorsitzendem.

### Bürgermeister
Thomas Funck wurde am 5. Juli 2014 Ortsbürgermeister von Dimbach. Da bei der Direktwahl am 9. Juni 2024 kein Wahlvorschlag eingereicht wurde, oblag die Neuwahl des Bürgermeisters gemäß rheinland-pfälzischer Gemeindeordnung dem Rat. Dieser bestätigte auf seiner konstituierenden Sitzung am 10. Juli 2024 den bisherigen Ortsbürgermeister Thomas Funck einstimmig für weitere fünf Jahre in seinem Amt.
Funcks Vorgänger war Heinz Heft.

### Wappen
| Wappen von Dimbach | Blasonierung: „Von Silber und Rot geteilt durch eine Wellenlinie, oben ein grüner Lindenbaum und unten ein achtspeichiges Glevenrad.“ |
| Wappen von Dimbach | Wappenbegründung: Der Lindenbaum ist dem Wappen der Herrschaft Lindelbrunn entnommen, das Glevenrad dem der Leininger.                |

### Partnerschaften
Mit der namensgleichen Marktgemeinde Dimbach in Oberösterreich wurde am 30. April 2019 eine europäische Gemeindepartnerschaft offiziell vereinbart, um die seit 2015 bestehende Freundschaft weiter zu festigen.

## Kultur und Sehenswürdigkeiten

### Bauwerke
Mit vier Wohnhäusern, einem Quereinhaus und der evangelischen Kirche befinden sich in Dimbach insgesamt sechs Objekte, die unter Denkmalschutz stehen. Zudem existieren vor Ort Wochenendhäuser.

### Veranstaltungen
Vor Ort wird der Pfingstquack praktiziert, bei dem es sich um eine regionale Variante des Pfingstsingens handelt.

## Verkehr und Wandern

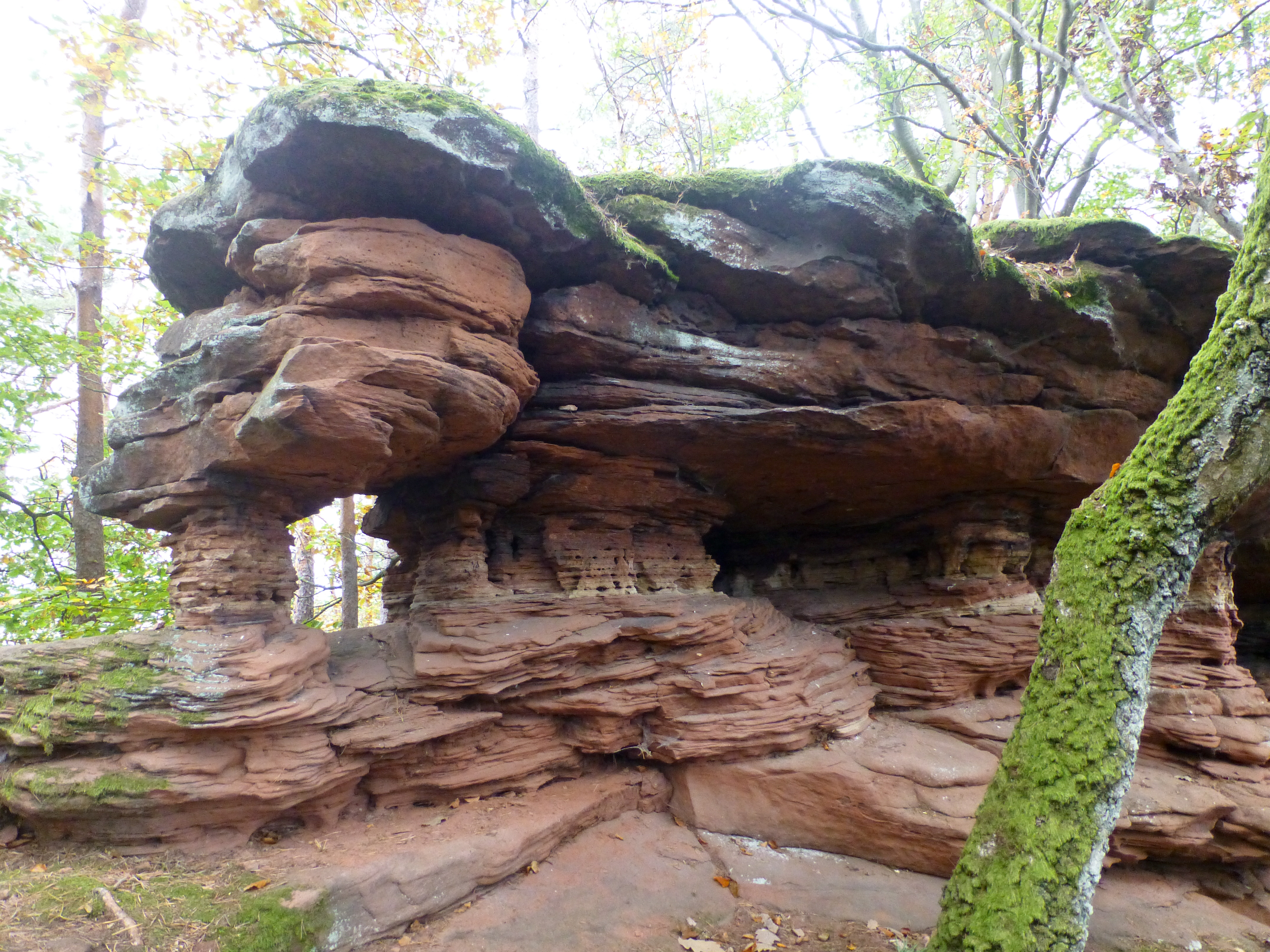
Felsen auf dem Immersberg

In Dimbach existieren lediglich sechs Straßen. Aufgrund ihrer geographischen Lage verfügt die Ortsgemeinde über keinen Durchgangsverkehr. Die Kreisstraße 53 verbindet die Gemeinde mit Lug und Schwanheim. Der Ort ist über die Buslinie 525 des Verkehrsverbundes Rhein-Neckar an das Nahverkehrsnetz angebunden, die nach Bad Bergzabern und Annweiler am Trifels führt.
Dimbach ist Ausgangspunkt des etwa 9,5 km langen Dimbacher Buntsandstein Höhenwegs, einem Rundwanderweg, der als Premiumweg sowie als Lehr- und Lernpfad zertifiziert ist. Er verläuft rund um den Ort an etlichen Buntsandsteinfelsen und Aussichtspunkten vorbei und überquert dabei den Dimberg (418,1 m), den Rötzenberg (459,1 m) und den Immersberg (465,2 m).